# 唐赓尧
唐赓尧（1929年—2018年3月24日），男，中华人民共和国金融人物，曾任国家外汇管理局局长，中国光大银行副董事长、行长，第八届全国政协委员。